# Francis Enne
 (mai 2017).
Si vous disposez d'ouvrages ou d'articles de référence ou si vous connaissez des sites web de qualité traitant du thème abordé ici, merci de compléter l'article en donnant les références utiles à sa vérifiabilité et en les liant à la section « Notes et références ».
Francis Enne, né le 21 septembre 1844 à Nesle (Somme) et mort le 22 mai 1891 à Alger (Algérie), est un journaliste et un écrivain français.

## Biographie
Venu à Paris dans les dernières années du Second Empire, il collabore d’abord à plusieurs petites feuilles républicaines confidentielles et éphémères. Il devient ensuite rédacteur à La Rue de Jules Vallès et à La Marseillaise d’Henri Rochefort où il fait montre de talents de polémiste. Durant la Commune, il est rédacteur au journal La Montagne de Gustave Maroteau. Épargné par la répression versaillaise, il devient rédacteur au Radical jusqu'en février 1872 quand il est condamné à six mois de prison pour avoir écrit un article antireligieux. Sorti de prison, il part en Bretagne participer à la création du journal Le Républicain du Finistère dont il devient rédacteur en chef, puis à celle de La République de la Sarthe en 1876. Il poursuit en parallèle une carrière parisienne en lançant, avec son ami Onésime Monprofit, les livraisons du Panthéon républicain (1873-1875), une série de biographies des personnalités du moment.
Il fréquente la bohème de la rive gauche où il rejoint ses amis poètes François Coppée et Armand Silvestre. Il publie, sous forme de feuilletons, des contes et des romans dans la veine naturaliste, dont il est l'un des pionniers. Quelques-uns seront publiés en volumes.
Après 1880, il collabore au Mot d’ordre, à L'Écho de Paris et au nouveau Radical. Il écrit aussi pour la revue La Vie artistique. En 1887, il part en Algérie comme rédacteur en chef à L'Écho d'Oran, puis à L'Écho d'Alger et, dans la même ville, à L’Akhbar.

## Principales publications
- La Faim dans l'ouvrage collectif Acte d'accusation : 1870-1871, février 1871.
- Le Panthéon républicain (avec Onésime Monprofit), 1878.
- D'après nature (essais), 2 volumes, 1879 et 1883.
- L'abbé Delacollonge : mœurs cléricales (roman), 1880.
- La vie simple (roman), 1882.
- Bons cœurs (roman feuilleton) dans Le Radical, 1883.
- La comtesse Dynamite (roman) (avec. F. Delisle), 1883.
- Brutalités : histoires vécues, 1885.
- Fanny Besson (roman feuilleton) dans L'Intransigeant, 1886.
- Souvenirs et impressions d'enfance et de jeunesse ou la Conversion d'une contemporaine, 1890.

## Sources
- Presse sous le portail Gallica de la BnF
- Publications citées dans le catalogue de la Bnf